# William Fraser Lewis
William Fraser Lewis (Canandaigua, 2 marzo 1876 – St. Petersburg, 1º marzo 1962) è stato un ostacolista statunitense.
Lewis rappresentò l'Università di Syracuse nelle gare intercollegiali di atletica.
Prese parte ai Giochi olimpici di Parigi del 1900 nelle gare di 110 metri ostacoli, 200 metri ostacoli e 400 metri ostacoli. Il miglior risultato che riuscì ad ottenere fu la finale ai 400 metri ostacoli, a cui però non prese parte perché si disputò di domenica.